# Учкулач
Учкулач (узб. Uchquloch/Учқулоч) — посёлок городского типа в Фаришском районе Джизакской области, Узбекистан. Рядом с посёлком проходит промышленная железнодорожная ветка широкой колеи, ответвляющаяся от линии Сырдарьинская — Джизак.
Статус посёлка городского типа с 1983 года.
Главная отрасль промышленности — добыча свинцовых и цинковых руд.

## Население
| 1989 |
| ---- |
| 3767 |